# Quatorzième district congressionnel de l'Ohio
Le 14e district congressionnel de l'Ohio se trouve à l'extrême nord-est de l'État, en bordure du Lac Érié et de la Pennsylvanie. Il est actuellement représenté à la Chambre des représentants des États-Unis par le Républicain Dave Joyce.
Tel que défini en janvier 2023, il contient la totalité des comtés d'Ashtabula, Lake, Trumbull et Geauga, et presque tout le comté de Portage.

## Historique de vote
| Année | Poste     | Résultats              |
| ----- | --------- | ---------------------- |
| 2000  | Président | Bush 52,0 % – 44,0 %   |
| 2004  | Président | Bush 53,0 % – 47,0 %   |
| 2008  | Président | McCain 49,3 % – 49,1 % |
| 2012  | Président | Romney 51,0 % – 48,0 % |
| 2016  | Président | Trump 54,0 % – 42,0 %  |
| 2020  | Président | Trump 53,0 % - 44,0 %  |

## Liste des Représentants du district
| Membre                          | Parti                 | Années                             | Congrès        | Histoire électorale |
| ------------------------------- | --------------------- | ---------------------------------- | -------------- | --- |
| District établit le 4 mars 1823 |                       |                                    |                | |
| Mordecai Bartley (en)           | Républicain-Démocrate | 4 mars 1823 - 3 mars 1825          | 18e - 21e      | Élu en 1822. Réélu en 1824. Réélu en 1826. Réélu en 1828. |
| Mordecai Bartley (en)           | Anti-Jacksonien       | 4 mars 1825 - 3 mars 1831          | 18e - 21e      | Élu en 1822. Réélu en 1824. Réélu en 1826. Réélu en 1828. |
| Eleutheros Cooke                | Anti-Jacksonien       | 4 mars 1831 - 3 mars 1833          | 22e            | Élu en 1830. |
| William Patterson (en)          | Jacksonien (en)       | 4 mars 1833 - 3 mars 1837          | 23e , 24e      | Élu en 1832. Réélu en 1834. |
| William H. Hunter (en)          | Démocrate             | 4 mars 1837 - 3 mars 1839          | 25e            | Élu en 1836. |
| George Sweeny (en)              | Démocrate             | 4 mars 1839 - 3 mars 1843          | 26e , 27e      | Élu en 1838. Réélu en 1840. |
| Alexander Harper (en)           | Whig                  | 4 mars 1843 - 3 mars 1847          | 28e , 29e      | Élu en 1843. Réélu en 1844. |
| Nathan Evans (en)               | Whig                  | 4 mars 1847 - 3 mars 1851          | 30e , 31e      | Élu en 1846. Réélu en 1848. |
| Alexander Harper (en)           | Whig                  | 4 mars 1851 - 3 mars 1853          | 32e            | Élu en 1850. |
| Harvey H. Johnson (en)          | Démocrate             | 4 mars 1853 - 3 mars 1855          | 33e            | Élu en 1852. |
| Philemon Bliss (en)             | Opposition Party (en) | 4 mars 1855 - 3 mars 1857          | 34e            | Élu en 1854. |
| Philemon Bliss (en)             | Républicain           | 4 mars 1857 - 3 mars 1859          | 35e            | Élu en 1856. |
| Cyrus Spink (en)                | Républicain           | 4 mars 1859 - 31 mai 1859          | 36e            | Élu en 1858. Décès. |
| Vacant                          | Vacant                | 31 mai 1859 - 11 octobre 1859      | 36e            | |
| Harrison G. O. Blake (en)       | Républicain           | 11 octobre 1859 - 3 mars 1863      | 36e , 37e      | Élu pour terminer le mandat de Spink. Réélu en 1860. Retrait pour rejoindre l'US Army.                                                                                          |
| George Bliss (en)               | Démocrate             | 4 mars 1863 - 3 mars 1865          | 38e            | Élu en 1862. |
| Martin Welker (en)              | Républicain           | 4 mars 1865 - 3 mars 1871          | 39e - 41e      | Élu en 1864. Réélu en 1866. Réélu en 1868. |
| James Monroe                    | Républicain           | 4 mars 1871 - 3 mars 1873          | 42e            | Élu en 1870. Redécoupage vers le 18e district. |
| John Berry (en)                 | Démocrate             | 4 mars 1873 - 3 mars 1875          | 43e            | Élu en 1872. |
| Jacob P. Cowan (en)             | Démocrate             | 4 mars 1875 - 3 mars 1877          | 44e            | Élu en 1874. |
| Ebenezer B. Finley (en)         | Démocrate             | 4 mars 1877 - 3 mars 1879          | 45e            | Élu en 1876. Redécoupage vers le 8e district. |
| Gibson Atherton (en)            | Démocrate             | 4 mars 1879 - 3 mars 1881          | 46e            | Élu en 1878. Redécoupage vers le 13e district. |
| George W. Geddes (en)           | Démocrate             | 4 mars 1881 - 3 mars 1885          | 47e , 48e      | Redécoupage depuis le 15e district et réélu en 1880. Réélu en 1882. Redécoupage vers le 16e district.                                                                           |
| Charles H. Grosvenor (en)       | Républicain           | 4 mars 1885 - 3 mars 1887          | 49e            | Élu en 1884. Redécoupage vers le 15e district. |
| Charles Preston Wickham (en)    | Républicain           | 4 mars 1887 - 3 mars 1891          | 50e , 51e      | Élu en 1886. Réélu en 1888. |
| James W. Owens (en)             | Démocrate             | 4 mars 1891 - 3 mars 1893          | 52e            | Redécoupage depuis le 16e district et réélu en 1890. |
| Michael D. Harter (en)          | Démocrate             | 4 mars 1893 - 3 mars 1895          | 53e            | Redécoupage depuis le 15e district et réélu en 1892. |
| Winfield S. Kerr (en)           | Républicain           | 4 mars 1895 - 3 mars 1901          | 54e - 56e      | Élu en 1894. Réélu en 1896. Réélu en 1898. |
| William W. Skiles (en)          | Républicain           | 4 mars 1901 - 9 janvier 1904       | 57e , 58e      | Élu en 1900. Réélu en 1902. Décès. |
| Vacant                          | Vacant                | 9 janvier 1904 - 8 novembre 1904   | 58e            | |
| Amos R. Webber (en)             | Républicain           | 8 novembre 1904 - 3 mars 1907      | 58e , 59e      | Élu pour terminer le mandat de Skiles. Réélu en 1904. |
| J. Ford Laning (en)             | Républicain           | 4 mars 1907 - 3 mars 1909          | 60e            | Élu en 1906. |
| William Graves Sharp            | Démocrate             | 4 mars 1909 - 23 juillet 1914      | 61e - 63e      | Élu en 1908. Réélu en 1910. Réélu en 1912. Démissionne pour devenir Ambassadeur des États-Unis en France.                                                                       |
| Vacant                          | Vacant                | 23 juillet 1914 - 3 mars 1915      | 63e            | |
| Seward H. Williams (en)         | Républicain           | 4 mars 1915 - 3 mars 1917          | 64e            | Élu en 1914. |
| Elsworth R. Bathrick (en)       | Démocrate             | 4 mars 1917 - 23 décembre 1917     | 65e            | Élu en 1916. Décès. |
| Vacant                          | Vacant                | 23 décembre 1917 - 5 novembre 1918 | 65e            | |
| Martin L. Davey (en)            | Démocrate             | 5 novembre 1918 - 3 mars 1921      | 65e , 66e      | Élu pour terminer le mandat de Bathrick. Réélu en 1918. Perd sa réélection. |
| Charles Landon Knight (en)      | Républicain           | 4 mars 1921 - 3 mars 1923          | 67e            | Élu en 1920. Retrait pour se présente comme Gouverneur de l'Ohio. |
| Martin L. Davey (en)            | Démocrate             | 4 mars 1923 - 3 mars 1929          | 68e - 70e      | Élu en 1922. Réélu en 1924. Réélu en 1926. Retrait pour se présenter comme Gouverneur de l'Ohio.                                                                                |
| Francis Seiberling (en)         | Républicain           | 4 mars 1929 - 3 mars 1933          | 71e , 72e      | Élu en 1928. Réélu en 1930. Perd sa réélection. |
| Don W. Harter (en)              | Démocrate             | 4 mars 1933 - 3 janvier 1943       | 73e - 77e      | Élu en 1932. Réélu en 1934. Réélu en 1936. Réélu en 1938. Réélu en 1940. Perd sa réélection.                                                                                    |
| Edmund Rowe (en)                | Républicain           | 3 janvier 1943 - 3 janvier 1945    | 78e            | Élu en 1942. Perd sa réélection. |
| Walter B. Huber (en)            | Démocrate             | 3 janvier 1945 - 3 janvier 1951    | 79e - 81e      | Élu en 1944. Réélu en 1946. Réélu en 1948. Perd sa réélection. |
| William Hanes Ayres (en)        | Républicain           | 3 janvier 1951 - 3 janvier 1971    | 82e - 91e      | Élu en 1950. Réélu en 1952. Réélu en 1954. Réélu en 1956. Réélu en 1958. Réélu en 1960. Réélu en 1962. Réélu en 1964. Réélu en 1966. Réélu en 1968. Perd sa réélection.         |
| John F. Seiberling (en)         | Démocrate             | 3 janvier 1971 - 3 janvier 1987    | 92e - 99e      | Élu en 1970. Réélu en 1972. Réélu en 1974. Réélu en 1976. Réélu en 1978. Réélu en 1980. Réélu en 1982. Réélu en 1984. Retrait.                                                  |
| Tom Sawyer (en)                 | Démocrate             | 3 janvier 1987 - 3 janvier 2003    | 100e - 107e    | Élu en 1986. Réélu en 1988. Réélu en 1990. Réélu en 1992. Réélu en 1994. Réélu en 1996. Réélu en 1998. Réélu en 2000. Redécoupage vers le 17e district et perd sa renomination. |
| Steve LaTourette (en)           | Républicain           | 3 janvier 2003 - 3 janvier 2013    | 108e - 112e    | Redécoupage depuis le 19e district et réélu en 2002. Réélu en 2004. Réélu en 2006. Réélu en 2008. Réélu en 2010. Retrait.                                                       |
| David Joyce                     | Républicain           | 3 janvier 2013 - Présent           | 113e - Présent | Élu en 2012. Réélu en 2014. Réélu en 2016. Réélu en 2018. Réélu en 2020. Réélu en 2022.                                                                                         |

## Résultats des récentes élections
Voici les résultats des dix précédents cycles électoraux dans le district.

## Frontières historiques du district

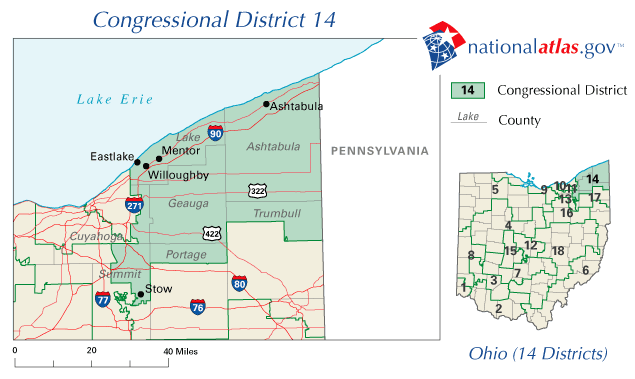
2003 - 2013

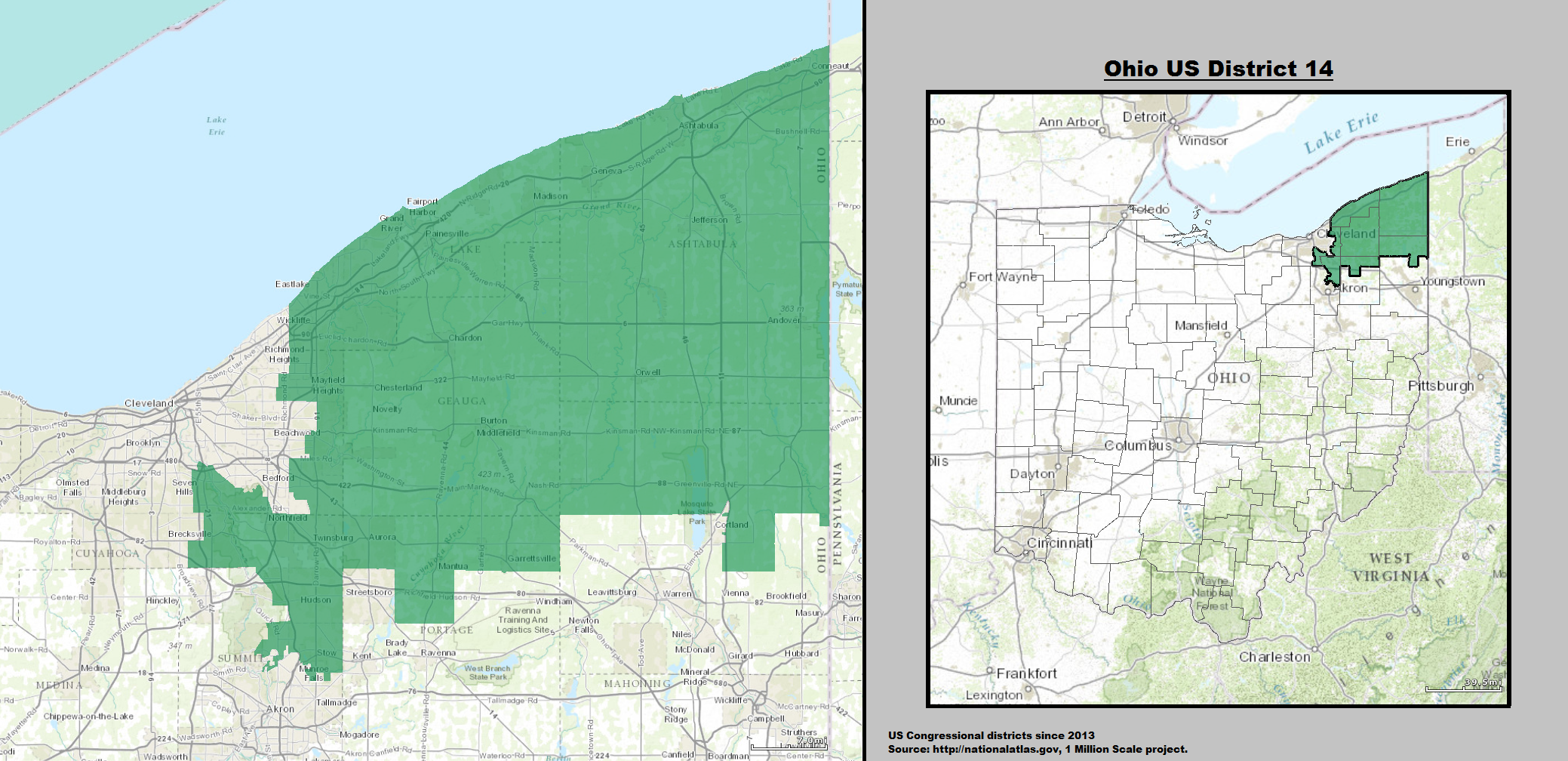
2013 - 2023

### 2004
| Élection de 2004 du 14e district congressionnel de l'Ohio | Élection de 2004 du 14e district congressionnel de l'Ohio | Élection de 2004 du 14e district congressionnel de l'Ohio | Élection de 2004 du 14e district congressionnel de l'Ohio | Élection de 2004 du 14e district congressionnel de l'Ohio |
| --------------------------------------------------------- | --------------------------------------------------------- | --------------------------------------------------------- | --------------------------------------------------------- | --------------------------------------------------------- |
| Parti                                                     | Parti                                                     | Candidat                                                  | Votes                                                     | %                                                         |
|                                                           | Républicain                                               | Steve LaTourette (en) (sortant)                           | 201 652                                                   | 62,7                                                      |
|                                                           | Démocrate                                                 | Capri S. Cafaro                                           | 119 714                                                   | 37,3                                                      |
| Total des votes                                           | Total des votes                                           | Total des votes                                           | 321 366                                                   | 100 %                                                     |
|                                                           | Les Républicains conservent                               |                                                           |                                                           |                                                           |

### 2006
| Élection de 2006 du 14e district congressionnel de l'Ohio | Élection de 2006 du 14e district congressionnel de l'Ohio | Élection de 2006 du 14e district congressionnel de l'Ohio | Élection de 2006 du 14e district congressionnel de l'Ohio | Élection de 2006 du 14e district congressionnel de l'Ohio |
| --------------------------------------------------------- | --------------------------------------------------------- | --------------------------------------------------------- | --------------------------------------------------------- | --------------------------------------------------------- |
| Parti                                                     | Parti                                                     | Candidat                                                  | Votes                                                     | %                                                         |
|                                                           | Républicain                                               | Steve LaTourette (en) (sortant)                           | 144 069                                                   | 57,6                                                      |
|                                                           | Démocrate                                                 | Lewis R. Katz                                             | 97 753                                                    | 39,1                                                      |
|                                                           | Indépendant                                               | Werner J. Lange                                           | 8 500                                                     | 3,4                                                       |
| Total des votes                                           | Total des votes                                           | Total des votes                                           | 250 322                                                   | 100 %                                                     |
|                                                           | Les Républicains conservent                               |                                                           |                                                           |                                                           |

### 2008
| Élection de 2008 du 14e district congressionnel de l'Ohio | Élection de 2008 du 14e district congressionnel de l'Ohio | Élection de 2008 du 14e district congressionnel de l'Ohio | Élection de 2008 du 14e district congressionnel de l'Ohio | Élection de 2008 du 14e district congressionnel de l'Ohio |
| --------------------------------------------------------- | --------------------------------------------------------- | --------------------------------------------------------- | --------------------------------------------------------- | --------------------------------------------------------- |
| Parti                                                     | Parti                                                     | Candidat                                                  | Votes                                                     | %                                                         |
|                                                           | Républicain                                               | Steve LaTourette (en) (sortant)                           | 188 488                                                   | 58,3                                                      |
|                                                           | Démocrate                                                 | Bill O'Neill                                              | 125 214                                                   | 38,7                                                      |
|                                                           | Libertarien                                               | David Macko                                               | 9 511                                                     | 2,9                                                       |
| Total des votes                                           | Total des votes                                           | Total des votes                                           | 323 213                                                   | 100 %                                                     |
|                                                           | Les Républicains conservent                               |                                                           |                                                           |                                                           |

### 2010
| Élection de 2010 du 14e district congressionnel de l'Ohio | Élection de 2010 du 14e district congressionnel de l'Ohio | Élection de 2010 du 14e district congressionnel de l'Ohio | Élection de 2010 du 14e district congressionnel de l'Ohio | Élection de 2010 du 14e district congressionnel de l'Ohio |
| --------------------------------------------------------- | --------------------------------------------------------- | --------------------------------------------------------- | --------------------------------------------------------- | --------------------------------------------------------- |
| Parti                                                     | Parti                                                     | Candidat                                                  | Votes                                                     | %                                                         |
|                                                           | Républicain                                               | Steve LaTourette (en) (sortant)                           | 149 878                                                   | 64,9                                                      |
|                                                           | Démocrate                                                 | Bill O'Neill                                              | 72 604                                                    | 31,4                                                      |
|                                                           | Libertarien                                               | John M. Jelenic                                           | 8 383                                                     | 3,6                                                       |
| Total des votes                                           | Total des votes                                           | Total des votes                                           | 230 865                                                   | 100 %                                                     |
|                                                           | Les Républicains conservent                               |                                                           |                                                           |                                                           |

### 2012
| Élection de 2012 du 14e district congressionnel de l'Ohio | Élection de 2012 du 14e district congressionnel de l'Ohio | Élection de 2012 du 14e district congressionnel de l'Ohio | Élection de 2012 du 14e district congressionnel de l'Ohio | Élection de 2012 du 14e district congressionnel de l'Ohio |
| --------------------------------------------------------- | --------------------------------------------------------- | --------------------------------------------------------- | --------------------------------------------------------- | --------------------------------------------------------- |
| Parti                                                     | Parti                                                     | Candidat                                                  | Votes                                                     | %                                                         |
|                                                           | Républicain                                               | David Joyce (sortant)                                     | 183 657                                                   | 54,0                                                      |
|                                                           | Démocrate                                                 | Dale Virgil Blanchard                                     | 131 637                                                   | 38,7                                                      |
|                                                           | Vert                                                      | Elaine R. Mastromatteo                                    | 13 038                                                    | 3,8                                                       |
|                                                           | Libertarien                                               | David Macko                                               | 11 536                                                    | 3,4                                                       |
| Total des votes                                           | Total des votes                                           | Total des votes                                           | 339 868                                                   | 100 %                                                     |
|                                                           | Les Républicains conservent                               |                                                           |                                                           |                                                           |

### 2014
| Élection de 2014 du 14e district congressionnel de l'Ohio | Élection de 2014 du 14e district congressionnel de l'Ohio | Élection de 2014 du 14e district congressionnel de l'Ohio | Élection de 2014 du 14e district congressionnel de l'Ohio | Élection de 2014 du 14e district congressionnel de l'Ohio |
| --------------------------------------------------------- | --------------------------------------------------------- | --------------------------------------------------------- | --------------------------------------------------------- | --------------------------------------------------------- |
| Parti                                                     | Parti                                                     | Candidat                                                  | Votes                                                     | %                                                         |
|                                                           | Républicain                                               | David Joyce (sortant)                                     | 135 736                                                   | 63,3                                                      |
|                                                           | Démocrate                                                 | Michael Wager                                             | 70 856                                                    | 33,0                                                      |
|                                                           | Libertarien                                               | David Macko                                               | 7 988                                                     | 3,7                                                       |
| Total des votes                                           | Total des votes                                           | Total des votes                                           | 214 580                                                   | 100 %                                                     |
|                                                           | Les Républicains conservent                               |                                                           |                                                           |                                                           |

### 2016
| Élection de 2014 du 14e district congressionnel de l'Ohio | Élection de 2014 du 14e district congressionnel de l'Ohio | Élection de 2014 du 14e district congressionnel de l'Ohio | Élection de 2014 du 14e district congressionnel de l'Ohio | Élection de 2014 du 14e district congressionnel de l'Ohio |
| --------------------------------------------------------- | --------------------------------------------------------- | --------------------------------------------------------- | --------------------------------------------------------- | --------------------------------------------------------- |
| Parti                                                     | Parti                                                     | Candidat                                                  | Votes                                                     | %                                                         |
|                                                           | Républicain                                               | David Joyce (sortant)                                     | 219 191                                                   | 62,6                                                      |
|                                                           | Démocrate                                                 | Michael Wager                                             | 130 907                                                   | 37,4                                                      |
|                                                           | Write-In                                                  | Write-In                                                  | 171                                                       | 0,0                                                       |
| Total des votes                                           | Total des votes                                           | Total des votes                                           | 350 269                                                   | 100 %                                                     |
|                                                           | Les Républicains conservent                               |                                                           |                                                           |                                                           |

### 2018
| Élection de 2018 du 14e district congressionnel de l'Ohio | Élection de 2018 du 14e district congressionnel de l'Ohio | Élection de 2018 du 14e district congressionnel de l'Ohio | Élection de 2018 du 14e district congressionnel de l'Ohio | Élection de 2018 du 14e district congressionnel de l'Ohio |
| --------------------------------------------------------- | --------------------------------------------------------- | --------------------------------------------------------- | --------------------------------------------------------- | --------------------------------------------------------- |
| Parti                                                     | Parti                                                     | Candidat                                                  | Votes                                                     | %                                                         |
|                                                           | Républicain                                               | David Joyce (sortant)                                     | 169 809                                                   | 55,2                                                      |
|                                                           | Démocrate                                                 | Betsy Rader                                               | 137 549                                                   | 44,8                                                      |
| Total des votes                                           | Total des votes                                           | Total des votes                                           | 307 358                                                   | 100 %                                                     |
|                                                           | Les Républicains conservent                               |                                                           |                                                           |                                                           |

### 2020
| Élection de 2020 du 14e district congressionnel de l'Ohio | Élection de 2020 du 14e district congressionnel de l'Ohio | Élection de 2020 du 14e district congressionnel de l'Ohio | Élection de 2020 du 14e district congressionnel de l'Ohio | Élection de 2020 du 14e district congressionnel de l'Ohio |
| --------------------------------------------------------- | --------------------------------------------------------- | --------------------------------------------------------- | --------------------------------------------------------- | --------------------------------------------------------- |
| Parti                                                     | Parti                                                     | Candidat                                                  | Votes                                                     | %                                                         |
|                                                           | Républicain                                               | David Joyce (sortant)                                     | 238 864                                                   | 60,1                                                      |
|                                                           | Démocrate                                                 | Hillary O'Connor Mueri                                    | 158 586                                                   | 39,9                                                      |
| Total des votes                                           | Total des votes                                           | Total des votes                                           | 397 450                                                   | 100 %                                                     |
|                                                           | Les Républicains conservent                               |                                                           |                                                           |                                                           |

### 2022
| Primaire Républicaine de 2022 du 14e district congressionnel de l'Ohio | Primaire Républicaine de 2022 du 14e district congressionnel de l'Ohio | Primaire Républicaine de 2022 du 14e district congressionnel de l'Ohio | Primaire Républicaine de 2022 du 14e district congressionnel de l'Ohio | Primaire Républicaine de 2022 du 14e district congressionnel de l'Ohio |
| ---------------------------------------------------------------------- | ---------------------------------------------------------------------- | ---------------------------------------------------------------------- | ---------------------------------------------------------------------- | ---------------------------------------------------------------------- |
| Parti                                                                  | Parti                                                                  | Candidat                                                               | Votes                                                                  | %                                                                      |
|                                                                        | Républicain                                                            | David Joyce (sortant)                                                  | 58 042                                                                 | 75,7                                                                   |
|                                                                        | Républicain                                                            | Patrick Awtrey                                                         | 12 296                                                                 | 16,0                                                                   |
|                                                                        | Républicain                                                            | Bevin Cormack                                                          | 6 364                                                                  | 8,3                                                                    |

| Primaire Démocrate de 2022 du 14e district congressionnel de l'Ohio | Primaire Démocrate de 2022 du 14e district congressionnel de l'Ohio | Primaire Démocrate de 2022 du 14e district congressionnel de l'Ohio | Primaire Démocrate de 2022 du 14e district congressionnel de l'Ohio | Primaire Démocrate de 2022 du 14e district congressionnel de l'Ohio |
| ------------------------------------------------------------------- | ------------------------------------------------------------------- | ------------------------------------------------------------------- | ------------------------------------------------------------------- | ------------------------------------------------------------------- |
| Parti                                                               | Parti                                                               | Candidat                                                            | Votes                                                               | %                                                                   |
|                                                                     | Démocrate                                                           | Matt Kilboy                                                         | 34 499                                                              | 100 %                                                               |

| Élection de 2022 du 14e district congressionnel de l'Ohio | Élection de 2022 du 14e district congressionnel de l'Ohio | Élection de 2022 du 14e district congressionnel de l'Ohio | Élection de 2022 du 14e district congressionnel de l'Ohio | Élection de 2022 du 14e district congressionnel de l'Ohio |
| --------------------------------------------------------- | --------------------------------------------------------- | --------------------------------------------------------- | --------------------------------------------------------- | --------------------------------------------------------- |
| Parti                                                     | Parti                                                     | Candidat                                                  | Votes                                                     | %                                                         |
|                                                           | Républicain                                               | David Joyce (sortant)                                     | 183 389                                                   | 61,7                                                      |
|                                                           | Démocrate                                                 | Matt Kilboy                                               | 113 639                                                   | 38,3                                                      |
| Total des votes                                           | Total des votes                                           | Total des votes                                           | 297 028                                                   | 100 %                                                     |
|                                                           | Les Républicains conservent                               |                                                           |                                                           |                                                           |

### 2024
| Primaire Républicaine de 2022 du 14e district congressionnel de l'Ohio | Primaire Républicaine de 2022 du 14e district congressionnel de l'Ohio | Primaire Républicaine de 2022 du 14e district congressionnel de l'Ohio | Primaire Républicaine de 2022 du 14e district congressionnel de l'Ohio | Primaire Républicaine de 2022 du 14e district congressionnel de l'Ohio |
| ---------------------------------------------------------------------- | ---------------------------------------------------------------------- | ---------------------------------------------------------------------- | ---------------------------------------------------------------------- | ---------------------------------------------------------------------- |
| Parti                                                                  | Parti                                                                  | Candidat                                                               | Votes                                                                  | %                                                                      |
|                                                                        | Républicain                                                            | David Joyce (sortant)                                                  | 61 785                                                                 | 76,7                                                                   |
|                                                                        | Républicain                                                            | Elayne Cross                                                           | 10 562                                                                 | 13,1                                                                   |
|                                                                        | Républicain                                                            | Ken Polke                                                              | 8 257                                                                  | 10,2                                                                   |

| Primaire Démocrate de 2022 du 14e district congressionnel de l'Ohio | Primaire Démocrate de 2022 du 14e district congressionnel de l'Ohio | Primaire Démocrate de 2022 du 14e district congressionnel de l'Ohio | Primaire Démocrate de 2022 du 14e district congressionnel de l'Ohio | Primaire Démocrate de 2022 du 14e district congressionnel de l'Ohio |
| ------------------------------------------------------------------- | ------------------------------------------------------------------- | ------------------------------------------------------------------- | ------------------------------------------------------------------- | ------------------------------------------------------------------- |
| Parti                                                               | Parti                                                               | Candidat                                                            | Votes                                                               | %                                                                   |
|                                                                     | Démocrate                                                           | Brian Kenderes                                                      | 33 769                                                              | 100 %                                                               |

| Élection de 2024 du 14e district congressionnel de l'Ohio | Élection de 2024 du 14e district congressionnel de l'Ohio | Élection de 2024 du 14e district congressionnel de l'Ohio | Élection de 2024 du 14e district congressionnel de l'Ohio | Élection de 2024 du 14e district congressionnel de l'Ohio |
| --------------------------------------------------------- | --------------------------------------------------------- | --------------------------------------------------------- | --------------------------------------------------------- | --------------------------------------------------------- |
| Parti                                                     | Parti                                                     | Candidat                                                  | Votes                                                     | %                                                         |
|                                                           | Républicain                                               | David Joyce (sortant)                                     | 243 427                                                   | 63,42                                                     |
|                                                           | Démocrate                                                 | Matt Kilboy                                               | 140 431                                                   | 36,58                                                     |
| Total des votes                                           | Total des votes                                           | Total des votes                                           | 383 858                                                   | 100 %                                                     |
|                                                           | Les Républicains conservent                               |                                                           |                                                           |                                                           |